# Ярне Стеккерс
Я́рне Сте́ккерс (нід. Jarne Steuckers; нар. 4 лютого 2002, Сінт-Трейден) — бельгійський футболіст, півзахисник клубу «Генк».

## Клубна кар'єра

### «Сінт-Трейден»
Футбольну кар'єру почав в академії клубу «Сінт-Трейден», звідки 2012 року перейшов до академії «Генка». 2017 року знову повернувся до системи «Сінт-Трейдена», де упродовж 4 років виступав на юнацькому та молодіжному рівні. 21 травня 2020 року підписав з клубом свій перший професіональний контракт.
17 січня 2021 року дебютував в основному складі «Сінт-Трейдена» в матчі Про-ліги проти льєзького клубу «Ауд-Геверле Левен». Сезон 2020–21 пропустив через травму стопи, не зігравши жодної хвилини.
4 липня 2022 року підписав з «Сінт-Трейденом» новий контракт. Того ж місяця на правах оренди перейшов у нідерландський МВВ (Маастрихт) до кінця сезону. 15 серпня в матчі проти клубу НАК Бреда дебютував в Ерстедивізі. 29 серпня в поєдинку проти «Гераклеса» забив свій перший гол за МВВ. 22 жовтня в поєдинку проти клубу «Ден Босх» оформив дубль. За час оренди в МВВ провів 39 матчів, в яких забив 9 голів і віддав 10 результативних передач. Після закінчення оренди повернувся в «Сінт-Трейден».
6 серпня 2023 року в поєдинку проти «Кортрейка» забив свій перший гол за команду. 31 березня 2024 року в матчі Про-ліги з «Вестерло» оформив дубль.

### «Генк»
8 червня 2024 року перейшов в «Генк», підписавши чотирирічний контракт. Сума трансферу становила 0,8 млн євро. 28 липня 2024 року дебютував за «Генк» в матчі Про-ліги проти льєзького «Стандарда», вийшовши в стартовому складі. 11 серпня 2024 року в поєдинку з «Брюгге» забив свій перший гол за «Генк», реалізувавши пенальті.

## Кар'єра в збірній
Виступав за збірну Бельгії до 21 року, за яку дебютував 21 березня 2024 року в матчі відбіркового турніру до чемпіонату Європи 2025 проти збірної Мальти (до 21 року), відзначившись забитим голом.

## Статистика виступів
Станом на 15 серпня 2025
| Клуб              | Сезон             | Чемпіонат         | Чемпіонат | Чемпіонат | Кубок | Кубок | Єврокубки | Єврокубки | Інші  | Інші | Всього | Всього |
| Клуб              | Сезон             | Дивізіон          | Матчі     | Голи      | Матчі | Голи  | Матчі     | Голи      | Матчі | Голи | Матчі  | Голи   |
| ----------------- | ----------------- | ----------------- | --------- | --------- | ----- | ----- | --------- | --------- | ----- | ---- | ------ | ------ |
| Сінт-Трейден      | 2020–21           | Про-ліга          | 6         | 0         | 1     | 0     | —         | —         | —     | —    | 7      | 0      |
| Сінт-Трейден      | 2023–24           | Про-ліга          | 35        | 6         | 3     | 1     | —         | —         | —     | —    | 37     | 7      |
| Сінт-Трейден      | Всього            | Всього            | 41        | 6         | 4     | 0     | 0         | 0         | 0     | 0    | 44     | 7      |
| → МВВ             | 2022–23           | Ерстедивізі       | 36        | 9         | 1     | 0     | —         | —         | 2     | 0    | 39     | 9      |
| Генк              | 2024–25           | Про-ліга          | 36        | 7         | 5     | 1     | 0         | 0         | 0     | 0    | 41     | 8      |
| Генк              | 2025–26           | Про-ліга          | 4         | 0         | 0     | 0     | 0         | 0         | 0     | 0    | 4      | 0      |
| Генк              | Всього            | Всього            | 40        | 7         | 5     | 1     | 0         | 0         | 0     | 0    | 45     | 8      |
| Всього за кар'єру | Всього за кар'єру | Всього за кар'єру | 117       | 22        | 8     | 2     | 0         | 0         | 2     | 0    | 128    | 25     |

1. ↑  Матчі в плей-оф Еерстедивізі